# Костинбродска афера
Костинбродската афера  е скандал с участието на Мая Манолова, по това време депутат в Народното събрание от листата на БСП, и Николай Бареков, по това време журналист в ТВ7, в близки отношения с Делян Пеевски, депутат от ДПС.
Името си носи от Костинброд, където се намира частната печатница собственост на „Мултипринт“ ООД, в което търговско дружество основен съдружник е общинският съветник Йордан Бончев от управляващата партия ГЕРБ. Посредством обществена поръчка правителството възлага отпечатването на голяма част от изборните книжа на тази частна печатница.
Въз основа на подаден от Мая Манолова сигнал в деня за размисъл преди парламентарните избори през май 2013 г. ДАНС с участието на прокуратурата извършва проверка на печатницата. Николай Бареков е получил по неустановен начин информация за действията на ДАНС и прокуратурата и екип само на ТВ7 предава на живо от мястото на събитието в предизборния ден.
Според прокуратурата измамата е да се манипулира изборният вот посредством 400 хил. отпечатани над разрешените по закон за гласуване бюлетини, които били разпределени по градовете Благоевград, Хасково, Кърджали, Пазарджик, Кюстендил, Шумен, Варна, районни избирателни комисии и за Министерството на външните работи (за имащите право на глас български граждани в чужбина). Напечатаните над разрешените по закон бюлетини е следвало да послужат за купуване на вота на избирателите посредством предимно т.нар. индианска нишка.
Повдигнато е обвинение за престъпление по служба на Росен Желязков, по това време главен секретар на служебното правителство, заради неупражнен контрол от негова страна върху субекти, имащи отношение към изборния процес.
Впоследствие тезата на прокуратурата е отхвърлена от Софийския градски съд по всички точки. Съдът приема за доказано, че намерените бюлетини не могат да бъдат използвани за изборна измама. Росен Желязков е напълно оправдан. Прокуратурата не обжалва решението на съда.
Поради медийния скандал партия ГЕРБ губи гласове (по техни оценки около 5%) и не е в състояние да състави правителство, въпреки че е спечелила изборите.
Това позволява на класиралата се на второ място БСП заедно с подкрепата на партия „Атака“ да състави кабинета Орешарски.
В резултат на Костинбродската афера Народното събрание взема решение изборните бюлетини да се печатат в печатницата на БНБ.